# Fluvitrygon
Fluvitrygon is een geslacht uit de familie van pijlstaartroggen (Dasyatidae), orde Myliobatiformes.

## Soortenlijst
- Fluvitrygon kittipongi (Vidthayanon & Roberts, 2005)
- Fluvitrygon oxyrhynchus (Sauvage, 1878)
- Fluvitrygon signifer (Compagno & Roberts, 1982)